# Qingyuan
Qingyuan is een stad en een prefectuur in de provincie Guangdong in Volksrepubliek China. De stad ligt ongeveer 70 km ten noorden van het centrum van Guangzhou. De buitenwijken van deze snelgroeiende metropool liggen inmiddels op steenworp afstand van de Qingyuan. De prefectuur heeft 3.969.473 inwoners, de stad zelf heeft 1.197.581 inwoners. Behalve Han-Chinese Kantonezen, wonen er ook grote aantallen Zhuang-Chinezen en Yao-Chinezen.

## Geografie
Qingyuan is verdeeld in één district, twee stadsarrondissementen, drie arrondissementen en twee autonome arrondissementen:
- Qingcheng (清城区)
- Yingde (英德市)
- Lianzhou (连州市)
- Fogang (佛冈县)
- Yangshan (阳山县)
- Qingxin (清新县)
- Lianshan Zhuang en Yao Autonome Arrondissement (连山壮族瑶族自治县)
- Liannan Yao Autonome Arrondissement (连南瑶族自治县)